# Massa molare
La massa molare è definita come il rapporto tra la massa e la quantità di sostanza di un composto.
{\displaystyle M={\frac {m}{n}}}
La sua unità di misura nel sistema internazionale è il chilogrammo su mole {\displaystyle \left[\mathrm {kg} \,\mathrm {mol} ^{-1}\right]} ma viene spesso utilizzato, per comodità, il grammo su mole {\displaystyle \left[\mathrm {g} \,\mathrm {mol} ^{-1}\right]}.

## Relazione tra la massa molare e la massa molecolare
La massa molecolare, m, (impropriamente chiamata peso molecolare) è la massa di una singola molecola, e viene misurata in unità di massa atomica (u) o in Dalton (Da).
La massa molare, M, invece è la massa di una mole di molecole e viene quindi misurata in g/mol. È la grandezza più corretta da utilizzare quando si parla di quantità macroscopiche.
Le due grandezze sono legate dalla costante di Avogadro, NA.
{\displaystyle M[\mathrm {g/mol} ]=m[\mathrm {u} ]\cdot N_{A}[\mathrm {mol} ^{-1}]}
Prima della ridefinizione delle unità di misura del SI del 2019 la massa molecolare e la massa molare avevano lo stesso valore numerico. A seguito della ridefinizione delle unità la costante di Avogadro ha assunto un valore esatto; di conseguenza il prodotto tra la costante di massa atomica e la costante di Avogadro non è più esattamente pari a 1 g/mol ma ha un valore leggermente maggiore. Il prodotto di queste due costanti è noto come costante di massa molare e il suo valore è pari a: {\textstyle M_{u}=1{,}000\ 000\ 001\ 05(31)\times 10^{-3}\ \mathrm {kg} \cdot \mathrm {mol} ^{-1}}, questa differenza non ha però rilevanza per gli usi pratici.

## Massa molare degli elementi
La massa molare (M) di un elemento chimico è data dal prodotto tra la sua massa atomica relativa (Ar) e la costante di massa molare (Mu ≈ 1×10−3 kg/mol), {\displaystyle M=A_{r}\cdot M_{u}}.
Ad esempio per il ferro:
{\displaystyle M_{Fe}=A_{r,Fe}\cdot M_{u}=55,84\cdot 1\times 10^{-3}\mathrm {kg} \,\mathrm {mol} ^{-1}=55.84\;\mathrm {g} \,\mathrm {mol} ^{-1}}

## Massa molare dei composti
La massa molare di un composto chimico è data dalla somma delle masse molari dei singoli elementi che lo compongono; ossia dal prodotto tra la somma delle masse atomiche relative e la costante di massa molare:
{\displaystyle M=M_{r}\cdot M_{u}=\sum _{i}A_{r,i}\cdot M_{u}=M_{u}\cdot \sum _{i}A_{r,i}}
dove Mr è la massa molecolare relativa.
Ad esempio per il metano, ({\displaystyle {\ce {CH4}}}):
{\displaystyle M=1\times 10^{-3}\mathrm {kg} \,\mathrm {mol} ^{-1}\cdot (12,01+4\cdot 1,01)=16,05\;\mathrm {g} \,\mathrm {mol} ^{-1}}

## Massa molare delle miscele
La massa molare di una miscela è calcolabile utilizzando la seguente formula:
{\displaystyle {\overline {M}}=\sum _{i}x_{i}M_{i}}
dove xi è la frazione molare del componente i e Mi la sua massa molare.
Se sono note le frazioni massiche (ponderali) dei componenti, wi, la massa molare della miscela può essere ricavata da:
{\displaystyle {\frac {1}{\overline {M}}}=\sum _{i}w_{i}M_{i}}
Le due formulazioni sono equivalenti e portano chiaramente allo stesso risultato.